# Kamedułki
Kamedułki – żeńska gałąź Zakonu Kamedułów.

## Zakon Kamedulski
Powstał na przełomie X i XI wieku. Trudno jednak podać jedną konkretną datę, gdyż kształtował się on na przestrzeni dłuższego czasu wokół osoby św. Romualda z Rawenny (952?–1027) – założyciela i ojca duchowego całej kamedulskiej rodziny zakonnej. 
Zakładane przez Romualda wspólnoty mnisze trudno jeszcze nazwać zakonem kamedulskim. Często nazywa się je benedyktyńskimi, jako że św. Romuald, wychodząc na pustynię, był benedyktynem. Gromadzących się wokół niego uczniów łączyła z tym zakonem Reguła św. Benedykta, którą Romuald nakazywał wszystkim zachowywać. O istnieniu zakonu można natomiast mówić dopiero od chwili zatwierdzenia konstytucji kamedulskich. Układa je w latach 1084–1085 bł. Rudolf, od 1074 r. przeor Camaldoli, dając tym samym początek kongregacji kamedulskiej. Nazwę przyjmuje zakon od założonego w 1027 r. eremu w Camaldoli. Często też podaje się rok jego erygowania jako umowną datę powstania Zakonu Kamedułów.

## Mniszki Kamedułki
Jak podaje „Żywot św. Romualda”, napisany przez św. Piotra Damiana, Święty Romuald założył dwa klasztory mniszek. Nie znamy miejsca ani historii tych klasztorów. Św. Piotr Damian napisał dziełko dla mniszek „Institutio Monialis”, które zadedykował hrabinie o imieniu Bianca, mniszce z nieznanego nam klasztoru. W zorganizowanym już centrum kamedulskim w Camaldoli powstały projekty żeńskiej gałęzi zakonu kamedulskiego, oparte na tradycji pochodzącej od św. Romualda. Pierwszy klasztor został założony w 1085 roku w Mugello w dolinie górnej rzeki Arno w diecezji florenckiej przez czwartego przeora z Camaldoli, św. Rudolfa. Klasztor ten, znany jako „S. Pietro di Luco”, odegrał znaczną rolę w historii kamedułek i przetrwał do czasów inwazji francuskiej. Z biegiem czasu przybywały następne klasztory. Niektóre z nich były pod bezpośrednią jurysdykcją przeora z Camaldoli, albo też jakiegoś klasztoru męskiego lub żeńskiego z Kongregacji kamedulskiej. Przeszły pod jurysdykcję ordynariusza miejsca po Soborze Trydenckim (1545–1563). Od XI w. do chwili obecnej było około 50 klasztorów, ale prawdopodobnie było ich o wiele więcej, gdyż w samej Italii dostrzegano około 60.
Obecnie Mniszki Kamedułki posiadają 18 klasztorów (7 – Włochy, 3 – Indie, 3 – Tanzania, 1 – Francja, 1 – Brazylia 1 – USA, 2 – Polska).

## Mniszki Kamedułki w Polsce
Obecność Zakonu Kamedulskiego w Polsce datuje się od 1603–1605, kiedy to marszałek koronny Zygmunta III Wazy, Mikołaj Wolski, osadził na podkrakowskich Bielanach Kamedułów Eremitów z Kongregacji Góry Koronnej. Właściwa zaś historia żeńskiej gałęzi kamedulskiej w Polsce rozpoczyna się w okresie międzywojennym w Klasztorze Mniszek Kamedułek w La Seyne-sur-Mer na francuskim Lazurowym Wybrzeżu. W latach 1935–1938 wstąpiło tam pięć Polek. Myślały one o powrocie do ojczyzny jednak wojna zmodyfikowała te plany. Dopiero po zakończeniu działań wojennych powrót Polek do kraju stał się możliwy.
Ostatecznie w 1949 roku osiedliły się w należącym do Ojców Bernardynów klasztorze w Złoczewie. Obecnie tenże kościół i klasztor Ojców Bernardynów jest już własnością Mniszek Kamedułek. W 2010 r. samorząd miejski przyznał klasztorowi kamedułek tytuł „Honorowego Obywatela Miasta Złoczewa”.
W 1997 roku utworzono drugą fundację w Tyszowcach, która jest klasztorem „półzależnym” od klasztoru w Złoczewie. 

## Złoczewska Wspólnota Mniszek Kamedułek
Stara się łączyć życie wspólnotowe z pustelniczym, tzn. żyje w jednym klasztorze, odciętym od świata murem papieskiej klauzury, a zarazem przyznaje każdej mniszce własną celę. Cela, obok ascezy i milczenia, stanowi jeden z najważniejszych elementów kamedulskiego życia, przebywanie w niej nakazują wszyscy kamedulscy prawodawcy. W niej dokonuje się spotkanie ze słowem Bożym oraz z Bogiem we własnym sercu; tam w dużej „ mierze wypraszane są łaski dla świata; tam też rozwija się życie duchowe — umiera stary człowiek po to, by mógł zatriumfować Chrystus. Poza samotnością w celi do typowo eremickich form życia wspólnoty kamedułek należą: milczenie, przerywane tylko w razie konieczności, np. niezbędnego porozumienia się w czasie pracy; cotygodniowa rekreacja w niedzielę oraz rekreacje świąteczne kilka razy do roku; szeroko rozumiana asceza; – praca w miarę możności wykonywana w samotności, w dużym stopniu wśród przyrody, na powietrzu; indywidualna modlitwa, zwłaszcza studium Pisma św.; codzienna adoracja Najświętszego Sakramentu.
Centrum dnia stanowi wspólna Ofiara Eucharystyczna. Życie wspólnotowe znajduje też swój wyraz w modlitwie liturgicznej, którą siostry celebrują uroczyście w chórze, posługując się brewiarzem benedyktyńskim, a także po części czerpiąc ze zwyczajów kamedulskich. Oficjum częściowo jest śpiewane, a częściowo recytowane. Poza tym siostry zbierają się na wspólny różaniec. Innym przejawem cenobium w życiu sióstr jest wspólny refektarz.
Według tradycji, najdoskonalszym i krańcowym sposobem realizacji powołania kamedulskiego jest rekluzja – całkowite (czasowe lub stałe) odizolowanie, nie tylko od świata, ale i od wspólnoty. Jest to pełna ofiara z siebie ze względu na Boga i dla dobra wszystkich ludzi – dla braci i sióstr. Pan Bóg powołuje do niej tylko bardzo nieliczne osoby.
Natomiast zwyczajnym sposobem realizowania powierzonej przez Boga misji jest dla klasztoru Kamedułek sama jego obecność w świecie – istnienie będące dla ludzi z zewnątrz wymownym świadectwem istnienia Boga i Bożej miłości – oraz nieustanna modlitwa wstawiennicza, połączona z pokutą i ofiarą codziennego życia ukrytego w murach klauzury.
Kamedulska duchowość dopuszcza możliwość bardziej czynnego poświęcenia się służbie dla braci. Jej wyrazem są dzieła prowadzone przez niektóre wspólnoty kamedułów i Kamedułek np. domy gościnne, pozwalające realizować przewidzianą konstytucjami gościnność, a jednocześnie służyć ludziom poszukującym ciszy, milczenia, bliskości Boga oraz możliwości zregenerowania sił duchowych. Taki dom rekolekcyjny („Pustelnia Św. Romualda”) istnieje kilku lat przy Klasztorze Mniszek Kamedułek w Złoczewie.

## Herb
Dwa gołąbki pijące z jednego kielicha. Kielich oznacza eucharystyczną obecność Jezusa Chrystusa – źródło, z którego mnisi i mniszki czerpią zdolność miłowania Boga i braci. Tradycja kamedulska widzi też w dwóch gołąbkach komunię istniejącą pomiędzy dwiema najbardziej znanymi formami życia kamedulskiego – eremicką i cenobicką, a także pomiędzy gałęzią męską i żeńską Zakonu.

## Konstytucje
1. Costituzioni Camaldolesi approvate nel 1957;
2. Dichiarazioni Camaldolesi approvate nel 1957;
3. Konstytucje Kongregacji Pustelników Kamedułów Góry Koronnej, Kraków – Bielany 1991;
4. [Kameduli (tłum., red.)], Reguła św. Benedykta i Konstytucje Zgromadzenia Kamedułów – Pustelników Góry Koronnej, przejrzane i potwierdzone przez Ojca św. Klemensa IX, podług wydania włoskiego w Rzymie r. p. 1670, przetłumaczone na język polski r. p,. 1912, Kraków 1912;
5. B. Martino III, Costituzioni Camaldolesi del 1253, capp. 14 e 34, w: Annali Camaldolesi VI;
6. B. Rodolfo, Le Costituzioni, Subiaco 1944;
7. B. Rodolfo, Regole delle vita eremitica, Subiaco 1944;
8. Unione dei Monasteri delle Monache Camaldolesi dell’Ordine di s. Benedetto, Regola di s. Benedetto, Costituzioni e Dichiarazioni, Roma 1992;
9. Zakon Mniszek Kamedułek w Złoczewie (red.), Konstytucje, Złoczew 1990, maszynopis;